# Louze
Louze korábbi község Franciaországban, Haute-Marne megyében. Lakosainak száma 303 fő (2018. január 1.). Louze Épothémont, Vallentigny, La Ville-aux-Bois, Ceffonds és Longeville-sur-la-Laines községekkel határos.
2016. január 1-jén három másik korábbi községgel egyesült és az így létrejött Rives Dervoises új község része lett.

## Népesség
A település népességének változása:
| Lakosok száma | 379  | 387  | 312  | 289  | 307  | 315  | 312  | 309  | 307  | 303  |
|               | 1962 | 1968 | 1982 | 1990 | 1999 | 2008 | 2011 | 2013 | 2017 | 2018 |